# Alpioniscus magnus
Alpioniscus magnus är en kräftdjursart som först beskrevs av Zdenek Frankenberger 1938.  Alpioniscus magnus ingår i släktet Alpioniscus och familjen Trichoniscidae. Inga underarter finns listade i Catalogue of Life.